# 이와쿠라 도모히데

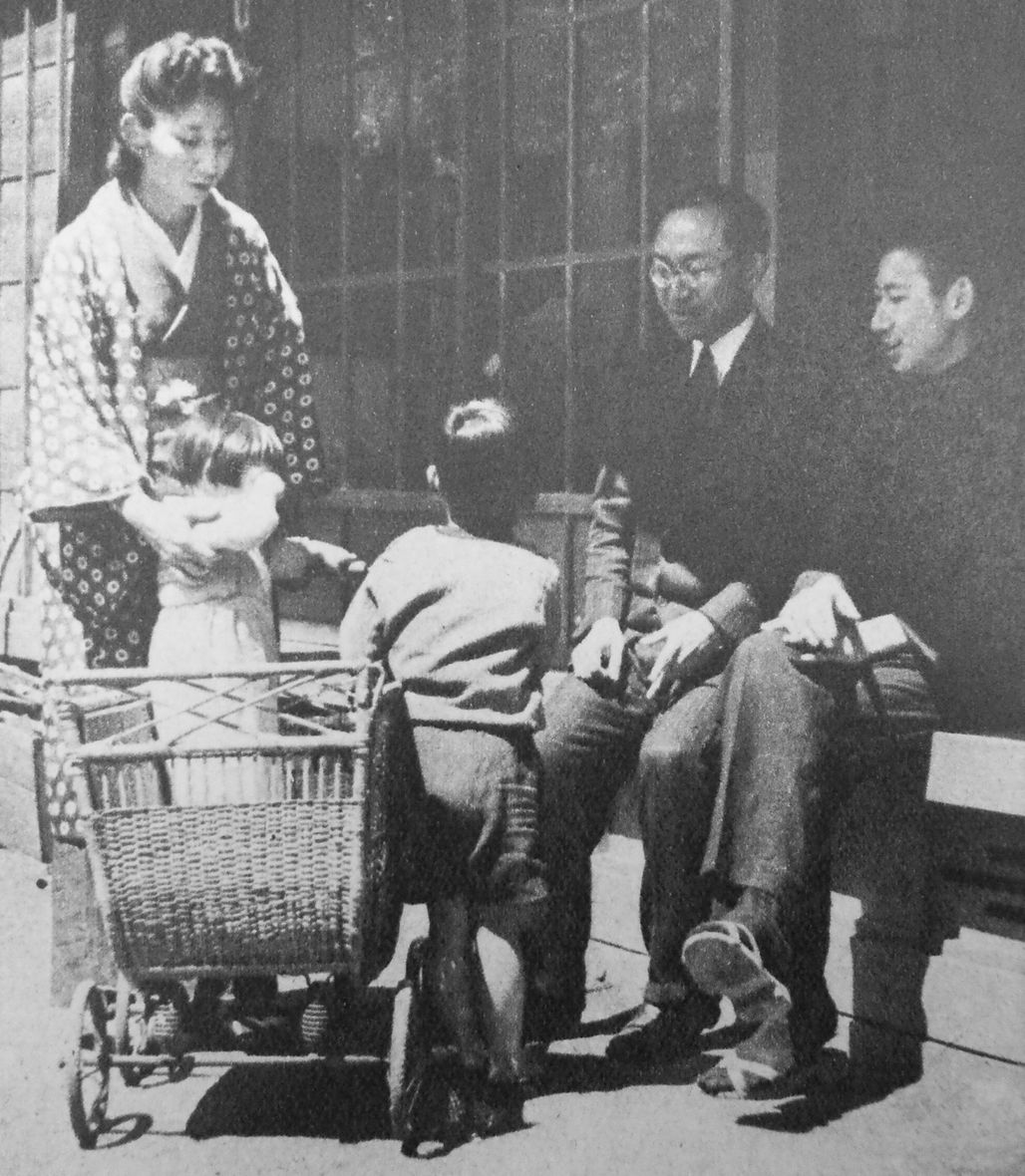
이와쿠라 도모히데와 그의 가족

이와쿠라 도모히데(岩倉具栄)는 일본의 영문학자이다. 호세이 대학 교수. 부친 이와쿠라 도모하루 공작 사후 작위를 습작하였다.
도쿄시 가미메구로의 사이고 주도 저택에서 태어났다. 모친은 사이고 주도의 딸 사쿠라코(桜子)이다.
학문, 문화 등 다양한 분야에서 활동한 인물로, 특히 영문학 연구와 번역이 주된 업적이다.